# Chitinase

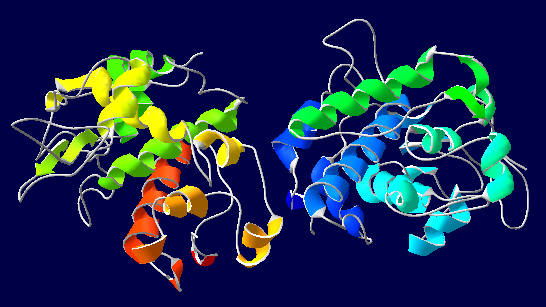
Chitinase uit gerstkorrels

Chitinase omvat een groep van enzymen die chitine kunnen afbreken door de glycoside binding te verbreken. Chitinase is een hydrolase.
Chitine komt voor in de celwanden van schimmels en in het exoskelet van sommige dieren (inclusief wormen en geleedpotigen). Chitinase komt algemeen voor bij organismen die hun eigen chitine van vorm moeten veranderen of die chitine van schimmels en dieren als voedsel gebruiken.
Vele bacteriesoorten zijn chitine etende organismen, zoals (Aeromonads, Bacillus en Vibrio), die pathogeen (ziekteverwekkend) of van detritus leven. Zij vallen geleedpotigen, zoöplankton of schimmels aan; of ze breken de overblijfselen van deze organismen af.
Coccidioides immitis is een schimmel die chitinase vormt. Deze schimmel leeft vooral van detritus, maar kan ook geleedpotigen aantasten.
Planten mogen een ongewone bron van chitinase zijn, maar sommige oertypische chitinasen komen in planten voor, zoals chitinase in gerstkorrels. Sommige plantenchitinasen behoren tot de groep van de pathogenese gerelateerde (PR) proteïnen, die onder invloed van een enzym en inhibitie gevormd worden en zo de plant resistent (biotisch en abiotisch) maakt. De resistentie berust op het NPR1-gen en de vorming van salicylzuur beiden in gang gezet door een aantasting van een schimmel of insect.
Sommige chitinasen zijn noodzakelijk voor de symbiose met schimmels.
Chitinase heeft het EC-nummer 3.2.1.